# Costa do Golfo dos Estados Unidos

Os estados da Costa do Golfo dos Estados Unidos estão destacados em vermelho.

A Costa do Golfo dos Estados Unidos por vezes referida como Costa Sul ou 3.ª Costa, compreende os estados americanos cujo litoral está no Golfo do México, e que inclui Texas, Louisiana, Mississippi, Alabama e Flórida. São conhecidos como os Estados do Golfo. Todos eles estão localizados na região Sul dos Estados Unidos. A economia da região da Costa do Golfo é dominada pelas indústrias relacionadas com a indústria aeroespacial, pesca, agricultura e turismo. A região sofre eventualmente com a chegada de furacões como o furacão Katrina em 2005, que causou grande destruição na porção central da Costa.
A Costa do Golfo é composta de muitas baías e lagoas. O litoral também é cortado por inúmeros rios, sendo o rio Mississippi o maior deles. Grande parte das terras ao longo da Costa do Golfo era originalmente composta por marismas. A parte oriental da Costa do Golfo, predominantemente na Flórida, é pontilhada com muitas baías e enseadas.